# Hadets Hus
Hadets Hus er en amerikansk stumfilm fra 1918 af Arthur C. Miller og George B. Seitz.

## Medvirkende
- Pearl White som Pearl Grant / Jenny Acton
- Antonio Moreno som Harvey Gresham
- John Webb Dillion som Haynes Waldon
- Paul Clerget som Ezra Waldon
- Peggy Shanor som Naomi Waldon